# Alexander du Toit
Alexander Logie du Toit (né le 14 mars 1878 et mort le 25 février 1948) est un géologue sud-africain.

## Paléobiologie
Les travaux d'Alexander du Toit l'ont conduit à pratiquer la paléobiologie et notamment la paléobotanique.

## Publications
- (en) Alexander du Toit, Our Wandering Continents : An Hypothesis of Continental Drifting, Oliver & Boyd, London, 1937, 366 p.